# Pygommatius littoreus
Pygommatius littoreus är en tvåvingeart som först beskrevs av Scarbrough och Marascia 2003.  Pygommatius littoreus ingår i släktet Pygommatius och familjen rovflugor.
Artens utbredningsområde är Kenya. Inga underarter finns listade i Catalogue of Life.